# Samson Shukardin
Samson Shukardin (Hyderabad, 29 gennaio 1961) è un vescovo cattolico pakistano, dal 16 dicembre 2014 vescovo di Hyderabad in Pakistan.

## Biografia
Samson Shukardin è nato a Hyderabad il 29 gennaio 1961.

### Formazione e ministero sacerdotale
Dopo gli studi alla St Bonaventure's High School di Hyderabad e al Government Boys College Phalali dei Fratelli delle scuole cristiane, è entrato nell'Ordine dei frati minori. Il 2 agosto 1987 ha emesso i voti semplici e il 2 agosto 1991 quelli solenni. L'anno successivo ha conseguito il Bachelor of Arts presso l'Università del Sindh a Jamshoro e successivamente ha ottenuto la laurea in teologia presso l'Istituto cattolico nazionale di teologia di Karachi. Nel 1998 ha conseguito la laurea in diritto civile presso il Sindh Muslim Law College di Karachi.
Il 10 dicembre 1993 è stato ordinato presbitero. In seguito è stato vicario parrocchiale a Gujrat, nella diocesi di Islamabad-Rawalpindi, dal 1993 al 1996; procuratore della provincia francescana dal 1996 al 2004; custode e presidente della Conferenza dei superiori maggiori del Pakistan dal 2004 al 2008; parroco della parrocchia di Santa Elisabetta a Hyderabad, direttore diocesano della commissione per la giustizia e la pace e direttore di AsIPA, che si occupa della formazione di piccole comunità cristiane, dal 2008 e vicario generale della diocesi di Hyderabad in Pakistan dal 2010.
Nel 2020 è diventato presidente della Commissione nazionale per la giustizia e la pace.

### Ministero episcopale
Il 16 dicembre 2014 papa Francesco lo ha nominato vescovo di Hyderabad in Pakistan. Ha ricevuto l'ordinazione episcopale il 31 gennaio successivo dal vescovo emerito di Hyderabad in Pakistan Max John Rodrigues, co-consacranti l'arcivescovo metropolita di Karachi Joseph Coutts e quello di Lahore Sebastian Francis Shaw.
Parlando contro la discriminazione delle minoranze religiose, il 10 dicembre 2015 ha detto ai giornalisti che la situazione dei diritti umani in Pakistan era così difficile che il paese era stato escluso dal Consiglio per i diritti umani delle Nazioni Unite.
Nel marzo del 2018 ha compiuto la visita ad limina.
Ha partecipato alla XV assemblea generale ordinaria del Sinodo dei vescovi che ha avuto luogo nella Città del Vaticano dal 3 al 28 ottobre 2018 sul tema "I giovani, la fede e il discernimento vocazionale".
Dal 10 novembre 2023 è presidente della Conferenza dei vescovi cattolici del Pakistan. In precedenza è stato segretario generale dal 2015 al 2020 e vicepresidente della stessa dal 2020 al 10 novembre 2023.

## Genealogia episcopale
La genealogia episcopale è:
- Cardinale Scipione Rebiba
- Cardinale Giulio Antonio Santori
- Cardinale Girolamo Bernerio, O.P.
- Arcivescovo Galeazzo Sanvitale
- Cardinale Ludovico Ludovisi
- Cardinale Luigi Caetani
- Cardinale Ulderico Carpegna
- Cardinale Paluzzo Paluzzi Altieri degli Albertoni
- Papa Benedetto XIII
- Papa Benedetto XIV
- Papa Clemente XIII
- Cardinale Bernardino Giraud
- Cardinale Alessandro Mattei
- Cardinale Pietro Francesco Galleffi
- Cardinale Giacomo Filippo Fransoni
- Cardinale Carlo Sacconi
- Cardinale Edward Henry Howard
- Cardinale Mariano Rampolla del Tindaro
- Cardinale Rafael Merry del Val
- Cardinale Arthur Hinsley
- Vescovo John Reesinck, M.H.M.
- Vescovo Nicholas Hettinga, M.H.M.
- Arcivescovo Simeon Anthony Pereira
- Vescovo Max John Rodrigues
- Vescovo Samson Shukardin, O.F.M.